# Зебак
Зебак (дари زیباک) — посёлок на северо-востоке Афганистана, в вилаяте (провинции) Бадахшан. Административный центр одноимённого района.

## Географическое положение
Зебак расположен на юго-востоке Бадахшана, в высокогорной местности, вблизи места слияния малых рек Санглеч и Дарайи-Дехгуль, на расстоянии приблизительно 91 километра к юго-востоку от города Файзабада, административного центра вилаята. Абсолютная высота — 2616 метров над уровнем моря. Ближайшие населённые пункты — кишлак Хальхан, кишлак Истич.

## Население
Языком большинства населения Зебака является дари.

## Экономика
Главной отраслью экономики является сельское хозяйство. Основные культуры, выращиваемые на окрестных полях — пшеница и кукуруза.